# Jack-in-the-box
Jack-in-the-box («Джек в коробочке», также по-русски «попрыгунчик», «чёртик в табакерке») — детcкая игрушка. Внешне выглядит как коробка с ручкой, если покрутить которую, проигрывается мелодия. В какой-то момент у коробки неожиданно открывается крышка, и из неё выскакивает фигурка (обычно клоун или шут). Проигрываемая мелодия — часто «Pop Goes the Weasel, причём Джек выскакивает на том месте, где в песне должно звучать слово «pop».
В 2005 году игрушка была включена в американский Национальный зал славы игрушек.
Происхождение игрушки неизвестно. По одной из теорий, авторство принадлежит сэру Джону Шорну (ум. 1308), английскому неканонизированному святому, которого часто изображают держащим в руке сапог, в котором внутри находится дьявол. По рассказам, когда-то, чтобы спасти деревню Норт-Марстон в Бакингемшире, он поймал дьявола в сапог.